# Lori Glori
Lori Ham (Oceanside, 10 de octubre de 1962) conocida por su nombre artístico Lori Glori, es una cantante y compositora estadounidense. Ganó popularidad y éxito masivo a lo largo de los años 1990, como una artista principal de eurodance.

## Biografía

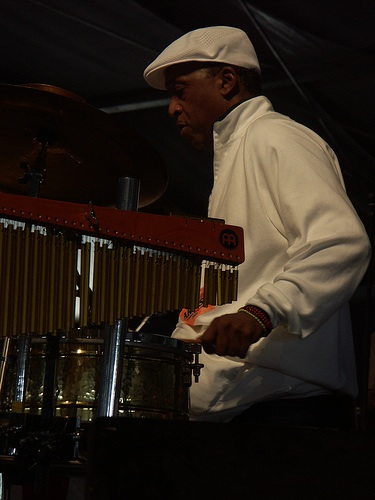
Fue novia de Bill Summers y con él se inició profesionalmente.

Hija de Clarence Ham (un exmarine, chef y también diácono de la Iglesia Bautista Bayview) y Deloris (la gerente de una tienda de donas), es la menor de cuatro hermanos y se crio en San Francisco, California.
A los 7 años de edad comenzó a cantar góspel. Sus dos hermanas mayores Denise y Angela, junto con una tercera cantante y una banda formada por un baterista, un bajista y un guitarrista, formaron Bayview Specials y tocaban en la iglesia. Cuando Lori cantó delante de sus hermanas por vez primera, a la edad de diez años, fue elegida cantante principal.
En su adolescencia, Lori ganó el concurso de belleza «Miss Black San Francisco» a los 17 años y la banda dejó la música cristiana, la renombraron Ham Sisters y ganaron un concurso de talentos. Como resultado de su nueva popularidad, fueron contratadas teloneras de la banda Tower of Power.

### Europa

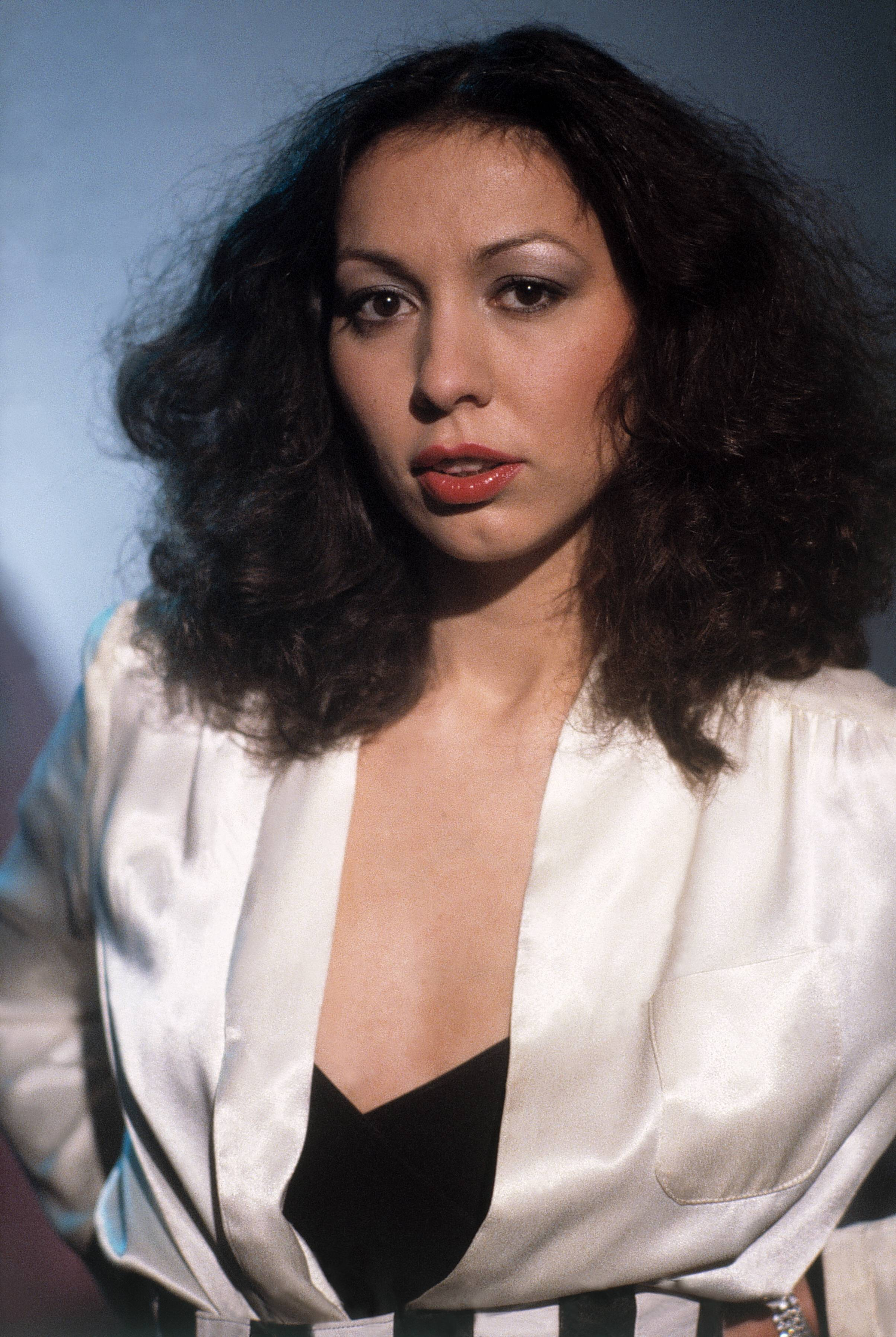
En Europa inició siendo corista de Jennifer Rush.

En febrero de 1981, dio a luz a su primer hijo. Separada de su exnovio, Bill Summers la contrató como corista, venciendo entre 45 audicionistas, y poco después se comprometió con él. La pareja se disolvió mientras estaban de gira Alemania y ella se quedó en Europa, donde conoció a Joe Hölzel; el propietario de la empresa de transporte responsable del equipo técnico. Se casó con él embarazada y se mudaron a Hannover.
Después de una gira con Jennifer Rush, perdió la oportunidad de conseguir un álbum en solitario y regresó a San Francisco con su esposo y sus tres hijos. Se fue a Ámsterdam para una gira y no regresó a los Estados Unidos hasta 2012, viviendo ese tiempo mayoritariamente en Basilea (Suiza), donde enseñó entrenamiento de voz y de ritmos.

## Carrera
Inició profesionalmente en los años 1980, siendo corista de Bill Summers. Tuvo una importante trayectoria en Europa y desde 2012 trabaja en los Estados Unidos.

### Años 1990
En Alemania en 1991, firmó un contrato con el productor Frank Farian. Para la gala de RTL-UNESCO en el Año Nuevo de 1994, Lori interpretó el mega éxito «We Are The World» en el idioma alemán.
Lanzó su destacada canción «My Body & Soul» en 1992 y poco después se convirtió en la cantante principal de la banda Intermission. Con esta publicaron la canción «Piece Of My Heart», que estuvo 21 semanas en las listas alemanas (siendo la posición máxima 8), y las otras populares: «Six Days» (11 semanas en las listas alemanas, posición máxima 20), «Give Peace a Chance», como así también éxitos de loft como «Wake The World» y «Live It Up».
Con el suizo DJ BoBo grabó las canciones «Let the Dream Come True», «There Is a Party», «Shadows of the Night», «Pray», «Respect Yourself», entre otras, y salieron de gira por todo el mundo.

### SigloXXI
Tras regresar de Alemania, trabajó para Lionel Richie, Chaka Khan, Thelma Houston, Barry White, Stevie Wonder y algunos otros.
En 2019 organizó un concierto benéfico en Alemania, donde interpretó canciones de Joe Cocker y Tina Turner.
En 2022 ingresó a los Premios Grammy por dos nominaciones. A la mejor interpretación R&B tradicional por «Children of the World» y a la mejor grabación dance/electrónica por la canción «Count Your Blessings».

## Discografía
- Body-N-Soul (1994)
- Come Set Me Free (1996)
- Show Me The Way (2012)
- It Feels Like Xmas (2018)